# Nguyễn Súy
Nguyễn Súy (阮帥 ?-1414) là tướng nhà Hậu Trần trong lịch sử Việt Nam. Sử sách không chép rõ về quê quán của ông.

## Sự nghiệp

### Đón vua Hưng Khánh
Sách "Danh tướng Việt Nam" của PGS Nguyễn Khắc Thuần xác nhận rằng sử sách không nói về xuất thân của Nguyễn Súy và chỉ nhắc tới ông từ khi vua Trần Trùng Quang Đế lên ngôi. Khi đó ông đã được giữ chức vị cao là Thái phó.
Sau biến cố trên sông Hoàng Giang tháng 3 năm 1409 - Giản Định Đế (vua Hưng Khánh) giết Đặng Tất và Nguyễn Cảnh Chân - các con của hai ông là Đặng Dung và Nguyễn Cảnh Dị bỏ đi, đón Trần Quý Khoáng (cháu nội Trần Nghệ Tông và cháu gọi Giản Định Đế là chú) ra làm vua tại Chi La, Nghệ An, tức là Trùng Quang Đế.
Để tránh tình trạng phân tán lực lượng, Trùng Quang Đế sai Nguyễn Súy mang quân đánh úp bắt Giản Định Đế về. Giản Định Đế đang giữ thành Ngự Thiên (Thái Bình) chống quân Minh thì Nguyễn Súy đánh úp bắt mang về.
Ngày 4 tháng 7 âm lịch năm 1409, mẹ Giản Định Đế là Hưng Khánh thái hậu cùng các tướng Lê Tiệt, Lê Nguyên Đỉnh ngầm khởi binh ở sông Hát để đánh úp Trùng Quang Đế, giành lại quyền hành cho vua Giản Định nhưng bị Nguyễn Trạo tiết lộ. Trùng Quang Đế bèn bắt giết Tiệt và Đỉnh.
Ngày 20 tháng 4, Nguyễn Súy rước Trần Ngỗi (Giản Định Đế) về với Trùng Quang Đế, Trùng Quang Đế tôn lên ngôi Thái thượng hoàng.
Quân Minh sau trận đại bại ở Bô Cô, Mộc Thạnh phải chạy về cố thủ ở thành Đông Quan. Tháng 7 năm 1409, Thượng hoàng và vua Trùng Quang chia quân hai đường đánh quân Minh. Thượng hoàng Trần Ngỗi đóng ở Hạ Hồng (Ninh Giang), Trùng Quang đế đóng ở Bình Than. Quân Minh cố thủ không dám ra đánh.
Trương Phụ mang quân tới tiếp viện, thế quân Minh lại mạnh lên. Trần Ngỗi bỏ thuyền lên bờ, chạy về trấn Thiên Quan. Trùng Quang Đế ngờ Thượng hoàng có ý tách lực lượng riêng nên sai Nguyễn Súy đuổi theo nhưng không kịp. Trương Phụ mang quân đuổi theo bắt được Trần Ngỗi, sai giải về Kim Lăng (Trung Quốc) và sát hại.

### Yếu khó thắng mạnh
Tháng 8, Trùng Quang Đế cầm cự với Trương Phụ ở Bình Than, lệnh cho Đặng Dung giữ cửa Hàm Tử. Dò biết quân Hậu Trần thiếu lương thực nên Đặng Dung phải chia quân đi gặt lúa, Trương Phụ dùng thủy quân đánh cửa Hàm Tử, quân của Dung tan vỡ. Sau hai thất bại liên tiếp ở cửa sông Thần Đầu và châu Ngọc Ma, cuối năm 1410 quân Minh lại thắng quân Hậu Trần tại Đông Hồ. Quân nhà Hậu Trần thua phải chạy về Nghệ An.
Tháng 9 năm 1411, Nguyễn Súy cùng Trùng Quang Đế chia đường tiến đến cửa biển, bắt được tên chỉ huy Nguyễn Chính người địa phương ở Bài Lâm, chém bêu đầu rồi rút quân về.
Tháng 6 năm 1412, Nguyễn Súy cùng các tướng Nguyễn Cảnh Dị, Đặng Dung đụng đầu quân Minh do Trương Phụ và Mộc Thạnh chỉ huy ở Mô Độ (Nghệ An). Hai bên liều chết đánh nhau chưa phân thắng bại, thì Nguyễn Súy và Cảnh Dị nản lòng vượt biển chạy, Hồ Bối bỏ thuyền lên bờ. Đặng Dung thế cô, không có cứu viện, liền đi thuyền nhẹ vượt biển trốn đi.
Tháng 4 năm 1413, Trương Phụ lại đánh vào Nghệ An. Trùng Quang Đế rút về Hóa Châu.
Tháng 9, Nguyễn Súy đánh nhau với Trương Phụ ở kênh Sái Già (sông Ái Tử). Quân hai bên đang cầm cự nhau, Đặng Dung mai phục binh tượng, nửa đêm đánh úp doanh trại Phụ. Dung nhảy lên thuyền của Phụ, định bắt sống Phụ nhưng không nhận ra. Phụ đi thuyền nhỏ trốn chạy. Quân Minh tan vỡ đến một nửa, thuyền bè, khí giới bị đốt phá gần hết. Nhưng Nguyễn Súy không phối hợp cùng đánh; Trương Phụ thấy quân của Dung ít, quay lại đánh. Quân của Đặng Dung thua chạy.
Tháng 10, Trương Phụ cho Đô đốc Hoàng Trung đi dò trước, chặn ở thượng lưu. Nguyễn Súy sai ba thích khách, đội cỏ xuôi dòng đến thuyền của Phụ. Một người trèo lên mũi thuyền, hai người trèo lên đuôi thuyền. Phụ biết, bắt được hai người, giết một người, thả một người, lại còn cho tiền bạc. Việc làm đó của Phụ khiến lung lạc ý chí chiến đấu của quân Hậu Trần.
Tháng 11, Nguyễn Cảnh Dị và Đặng Dung bị Trương Phụ nhà Minh bắt sống. Cảnh Dị mắng Phụ nên bị giết.
Từ khi thua trận đó, Trùng Quang Đế thế quá yếu không thể chống với quân Minh được nữa, phải vào ẩn núp ở trong rừng núi Lão Qua còn Nguyễn Súy chạy sang Minh Linh. Chẳng bao lâu, tháng 12 năm 1413, Nguyễn Súy cùng vua Trần và các tướng đều bị bắt. Người Thuận Hóa đều hàng. Nhà Hậu Trần mất.
Tháng 4 năm 1414, Trương Phụ, Mộc Thạnh, Trần Hiệp đem Trùng Quang Đế, Nguyễn Súy và Đặng Dung về Đông Quan rồi sai người giải về Yên Kinh. Đi đến giữa đường, Trùng Quang Đế nhảy xuống biển tự tử, Đặng Dung cũng tự sát.
Riêng Nguyễn Súy không muốn hàng giặc nhưng cũng không tự sát ngay. Ông tìm cách làm thân với viên quan áp giải mình, được cùng người đó đánh cờ. Nhân thời cơ thuận lợi, Nguyễn Súy cầm bàn cờ đập chết viên áp giải rồi mới nhảy xuống sông tự vẫn.

## Tìm tòi xuất thế
Các sách Đại Việt Sử ký Toàn thư, Việt sử tiêu án chỉ nhắc tới Nguyễn Súy từ khi Trần Trùng Quang Đế lên ngôi và khi đó ông đã được giữ chức vị cao là Thái phó. Duy nhất sách Khâm định Việt sử Thông giám cương mục ghi nhận: ông cùng Đặng Tất được nhà Hồ giao trấn giữ Thăng, Hoa, Tư, Nghĩa năm 1402. Tuy nhiên, sách này cũng chỉ nhắc tới sự kiện đó vào năm biên niên 1415 với mục đích nhắc lại sự việc khi đề cập tới đất Thăng Hoa thời thuộc Minh (đã về tay Chiêm Thành):
Ất Mùi (1415). Tháng 4, mùa hạ. Nhà Minh sai quan chia nhau đến đóng ở bốn châu Thăng, Hoa, Tư và Nghĩa. Trước kia, nhà Hồ đặt bốn châu Thăng, Hoa, Tư và Nghĩa, dùng Đặng Tất, Nguyễn Súy trấn giữ. Đến lúc Giản Định đế và Đế Quý Khoáng khởi binh, Tất và Súy đi theo, thì người Chiêm Thành lại chiếm cứ đất ấy. Đến nay, Trương Phụ lại viết thư đưa dụ người Chiêm Thành...
Điều này vẫn còn nghi vấn vì những sách sử ra đời trước đó của nhà Lê không nhắc tới sự kiện này mà chỉ ghi nhận Nguyễn Cảnh Chân, người được nhà Hồ cử làm An phủ sứ lộ Thăng Hoa năm 1402, cai trị phía nam với Đặng Tất và sau đó cùng Đặng Tất giúp nhà Hậu Trần. Phải chăng Khâm định Việt sử Thông giám cương mục chép nhầm tên Nguyễn Cảnh Chân thành tên ông hay Nguyễn Súy đã thực sự ở cùng Đặng Tất từ đó và chỉ là một người có chức quá nhỏ dưới quyền Đặng Tất rồi mãi tới khi Trùng Quang Đế lên ngôi mới trọng dụng ông?

## Bình luận
Cũng như Đặng Dung và Nguyễn Cảnh Dị, Nguyễn Súy chưa sánh được với Đặng Tất và Nguyễn Cảnh Chân; đồng thời các ông cũng không phải là đối thủ của Trương Phụ. Các sử gia phong kiến có nhận định chung rằng nhà Hậu Trần đã không gặp may khi phải đụng đầu với Trương Phụ là tướng giỏi bậc nhất của nhà Minh khi đó; còn quân Lam Sơn của Lê Lợi đã may mắn hơn vì không phải đối đầu với viên tướng này.
Dù các tướng cùng vua Trùng Quang không thiếu lòng quyết tâm cứu nước nhưng không thể thực hiện được ý nguyện. Hành động cố giết thêm một mạng giặc của Nguyễn Súy chính là hình ảnh tiêu biểu cho lòng quyết tâm nhưng bất lực đó. Cái chết oanh liệt của vua tôi nhà Hậu Trần được sử sách đời sau còn ca ngợi.
Trong sách Đại Việt Sử ký Toàn thư, Ngô Sĩ Liên viết về các tướng Hậu Trần, trong đó có Nguyễn Súy như sau:
Trận đánh ở Sái Già, Đặng Dung, Nguyễn Súy đem tàn quân trơ trọi chống lại bọn giặc mạnh, quân tướng đều tinh nhuệ... Tuy thất bại, cũng vẫn vinh quang, vì sao vậy?
[Các tướng Hậu Trần] vì nghĩa không thể cùng sống với giặc, phải tiêu diệt bọn chúng mới nghe, cho nên mới hết lòng, hết sức giúp đỡ Trùng Quang để mưu khôi phục. Trong khoảng 5 năm, kiên trì chiến đấu với giặc, dẫu có bất lợi nhưng ý chí không núng, khí thế càng hăng, đến kiệt sức mới chịu thôi. Lòng trung vì nước của người bề tôi, dẫu trăm đời sau vẫn còn tưởng thấy được!
Ngày xưa nước Lỗ đánh nhau với nước Tề ở đất Can Thì bị thất bại, thánh nhân không vì thua mà kiêng né, lại chép rõ để nêu niềm vinh quang chiến đấu với kẻ thù, chứ không bàn đến việc thành bại. Thế thì trận đánh ở Sái Già, quân Minh bị tan vỡ một nửa, quân ta đến khi sức kiệt mới chịu thua cũng vinh quang lắm thay!

## Trong văn hóa đại chúng
Trùng Quang tâm sử là một phim truyền hình của đài truyền hình thành phố Hồ Chí Minh (HTV), dựa theo tác phẩm cùng tên của Phan Bội Châu, về cuộc kháng chiến thời vua Trùng Quang Đế với nhân vật chính là Nguyễn Súy do diễn viên Quyền Linh thủ vai. Tuy nhiên các nhà làm phim đã nhầm lẫn khi đặt tên nhân vật chính là Nguyễn Xí (tướng khởi nghĩa Lam Sơn và là khai quốc công thần của nhà Hậu Lê).